# Rubce (Horodok), Rivne
Rubce (în ucraineană Рубче) este un sat în comuna Horodok din raionul Rivne, regiunea Rivne, Ucraina.

## Demografie
Componența lingvistică a localității Rubce
     Ucraineană (98,84%)
     Rusă (1,16%)
Conform recensământului din 2001, majoritatea populației localității Rubce era vorbitoare de ucraineană (98,84%), existând în minoritate și vorbitori de rusă (1,16%).

## Legături externe
- pl Rubcze în Dicționarul geografic al Regatului Poloniei și al altor țări slave, volum XV, p. 2 (Januszpol — Wola Justowska)1902